# Leila Chahid

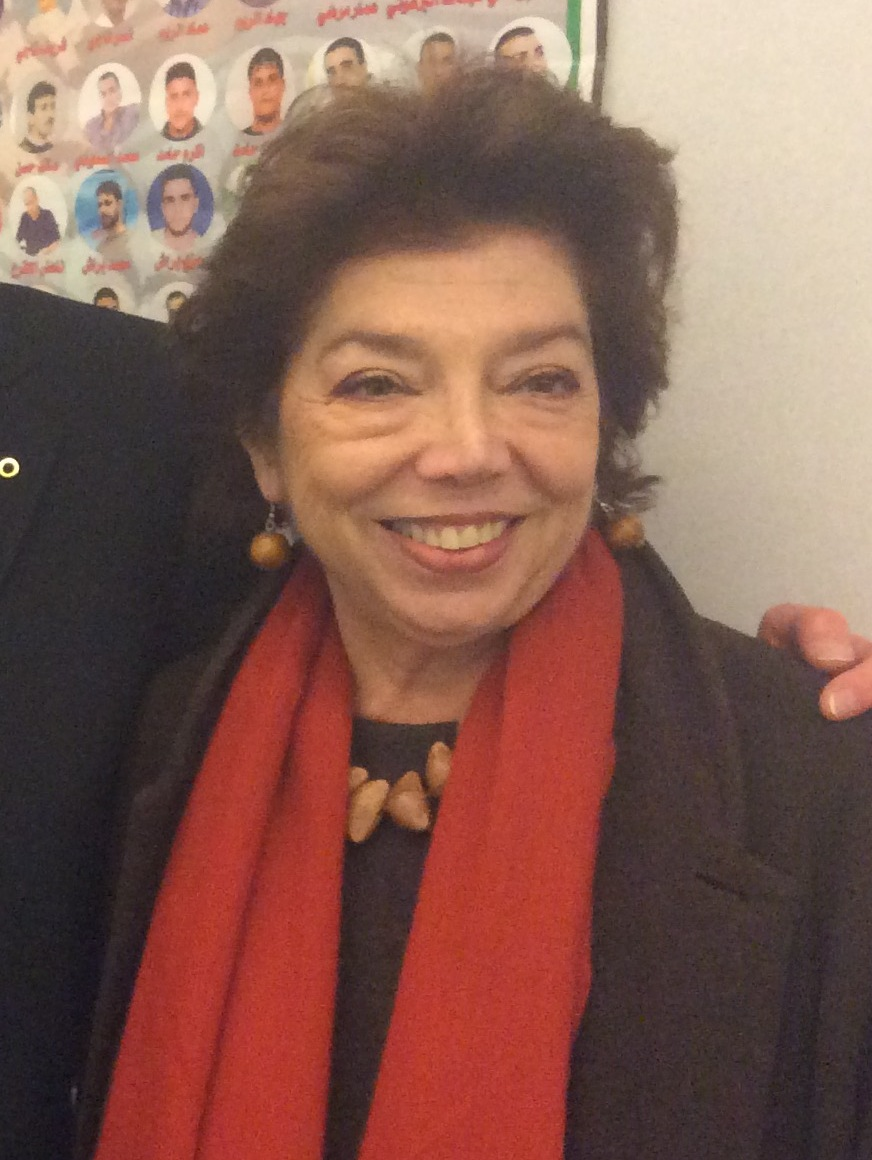
Leila Shahid (2015)

Leila Chahid ou Leila Shahid é representante da Autoridade Nacional Palestiniana na União Europeia desde Novembro de 2005.
A sua mãe, Sirine Husseini Shahid, pertence ao clã Husseini, uma das famílias mais poderosas na Palestina antes de 1948. O seu avô participou na Revolta Árabe de 1936-1939 e em resultado do seu envolvimento foi deportado para as Seicheles, enquanto que a mãe de Leila foi deportada para o Líbano. Foi aqui que ela conheceu o pai de Leila, um palestino, natural de Acre, que se tornou médico e professor universitário de Medicina.
Leila estudou Antropologia em França, onde conheceu o seu marido, o escritor marroquino Mohammed Berrada, com o qual casou em 1978, fixando residência na terra natal do esposo.
O seu envolvimento com a causa nacionalista palestiniana começou após a Guerra dos Seis Dias de 1967. Em 1989 Yasser Arafat convidou-a a ser representante da Organização para a Libertação da Palestina na Irlanda. No ano seguinte exerceu as mesmas funções nos Países Baixos, acumulando também a responsabilidade de representar a Palestina na Dinamarca. Entre 1994 e Novembro de 2005 foi delegada em França.